# Erdélyi Ferenc (festő)
Erdélyi Ferenc (Francis De Erdely) (Budapest, 1904. május 4. – Los Angeles, 1959. november 28.) festőművész, grafikus.

## Életpályája
1916-tól kezdett festeni. 1919-ben felvételt nyert az Iparművészeti Iskolába. 1920–1923 között a Magyar Képzőművészeti Főiskola hallgatója volt, ahol Benkhard Ágost és Rudnay Gyula oktatta. 1922-ben a Műcsarnok őszi tárlatán Barát-tanulmány című képét állította ki. 1922-ben Veér Imre költő Balladák című kötetének tíz versét öt rajzzal illusztrálta. 1923-ban megkezdte a több évtizedig tartó utazását; hosszú időt töltött Afrikában és az USA-ban is. Párizs után Madridban, majd Barcelonaban és Kairóban járt. 1924-ben fél évig Algírban élt, ahol több portréfestményt készített. 1925 második felében Losoncon dolgozott. 1926-ban New Yorkban és Philadelphiában is bemutatkozott. 1927-ben a Szinyei Társaság Tavaszi Szalonján három festménnyel jelentkezett. Legnagyobb sikerét az 1927 végén rendezett kiállításával aratta, amelyről a belga sajtó, az ország jelentős kritikusai általános elismeréssel emlékeztek meg. 1928 elején visszatért Budapestre, ám ezután Svájcba, Finnországba, majd Hollandiába utazott. 1928-ban a Paál László Társaság tagja lett. Az 1930-as évek első felében Hágában és Amszterdamban élt. 1936-ban – holland feleségével – visszatért Magyarországra; 1939-ben New Yorkba utazott; letelepült Amerikában, ahol a festés mellett haláláig művészképzéssel foglalkozott. Hágában, a Holland Művészeti Akadémián oktaott, majd Pasadenában, 1945-től pedig a Dél-Kaliforniai Egyetem művészeti tanszékén. 1955-ben kapott amerikai állampolgárságot.

## Magánélete
Szülei: Erdélyi Ferenc és László Mária voltak. 1927. március 5-én, Budapesten házasságot kötött Pusztafi Piroskával (1904–?). Egy lányuk született: Katalin. 1934-ben elváltak. Második felesége Leembruggen Erzsébet Zsófia volt (1900–1936), akit 1935-ben vett el. Harmadik párja Vadas Licy (Wittmann Erzsébet Alice) volt (1916–?). Negyedik házastársa Hajdu Edit (Edith H. Marcus) volt (1912–1970), akivel 1944-ben kötött házasságot.